# كنتشوبة
كنتشوبة هي قرية في مقاطعة مشكين شهر، إيران. يقدر عدد سكانها بـ 341 نسمة بحسب إحصاء 2016.